# Кошанка
Кошанка — річка в Білорусі у Мстиславському й Чауському районах Могильовської області. Ліва притока річки Проні (басейн Дніпра).

## Опис
Довжина річки 39 км, похил річки 1,5 м/км, площа басейну водозбору 146 км², середньорічний стік 0,8 м³/с. Формується притоками та безіменними струмками.

## Розташування
Бере початок за 1,3 км на північній стороні від села Бастеновічи. Тече переважно на південний захід і біля села Сварськ впадає в річку Проню, ліву притоку річки Сожу.